# Seznam britanskih korpusov prve svetovne vojne
Seznam britanskih korpusov prve svetovne vojne.

## Pehotni
- I. korpus
- II. korpus
- III. korpus
- IV. korpus
- V. korpus
- VI. korpus
- VII. korpus
- VIII. korpus
- IX. korpus
- X. korpus
- XI. korpus
- XII. korpus
- XIII. korpus
- XIV. korpus
- XV. korpus
- XVI. korpus
- XVII. korpus
- XVIII. korpus
- XIX. korpus
- XX. korpus
- XXI. korpus
- XXII. korpus

## Konjeniški/Mounted
- Britanski konjeniški korpus
- Desert Mounted Corps